# Franco Balbi
Franco Nicolás Balbi, mais conhecido por Franco Balbi, ou simplesmente por Balbi (Junín, 21 de Agosto de 1989), é um jogador argentino de basquetebol que atua na posição de armador. Com passagens pela Seleção de seu país, atualmente está no Flamengo.

## Estatísticas
Liga Nacional de Básquet
| Temporada         | Equipe             | Jogos | Min./Jogo | % 2 pts | % 3 pts | % Arrem. Livre | Rebotes/jogo | Assist./Jogo | Roubadas de bola/Jogo | Bloqueios/Jogo | Pontos/Jogo |
| ----------------- | ------------------ | ----- | --------- | ------- | ------- | -------------- | ------------ | ------------ | --------------------- | -------------- | ----------- |
| 2013–14           | Argentino de Junín | 50    | 23.3      | .472    | .410    | .738           | 2.24         | 2.1          | 1.2                   | .02            | 9.34        |
| 2014–15           | Argentino de Junín | 54    | 29.6      | .416    | .309    | .822           | 3.3          | 5.57         | 1.41                  | .09            | 11.48       |
| 2015–16           | Argentino de Junín | 62    | 32.4      | .395    | .302    | .822           | 4.9          | 6.19         | 1.24                  | .13            | 11.61       |
| 2016–17           | Ferro Carril Oeste | 61    | 27.5      | .393    | .286    | .723           | 3.51         | 6.15         | 1.33                  | .05            | 9.28        |
| 2017–18           | Ferro Carril Oeste | 38    | 30.1      | .492    | .396    | .779           | 3.71         | 5.50         | 1.21                  | .11            | 11.61       |
| Total na Carreira | Total na Carreira  | 265   | 28.58     | .434    | .341    | .777           | 3.53         | 5.1          | 1.27                  | .08            | 10.66       |

## Conquistas

### Por Clubes
- Quimsa
  - Copa Argentina: 2009

- Flamengo
  - Champions League Americas: 2020-21, 2024-25
  - Campeonato Brasileiro: 2018-19, 2020-21
  - Copa Super 8 de Basquete: 2018, 2021, 2025
  - Campeonato Carioca: 2018, 2019, 2020

### Individuais
- Liga Nacional de Básquet
  - Melhor assistente da temporada: 2015–16[2]
  - Quinteto ideal: 2016–17[3]

- Novo Basquete Brasil
  - Armador do Ano: 2018–19[4]
  - Estrangeiro do Ano: 2018–19[4]